# Necroscia virens
Necroscia virens är en insektsart som beskrevs av Carl Stål 1877. Necroscia virens ingår i släktet Necroscia och familjen Diapheromeridae. Inga underarter finns listade i Catalogue of Life.